# Edmond Adolphe de Rothschild

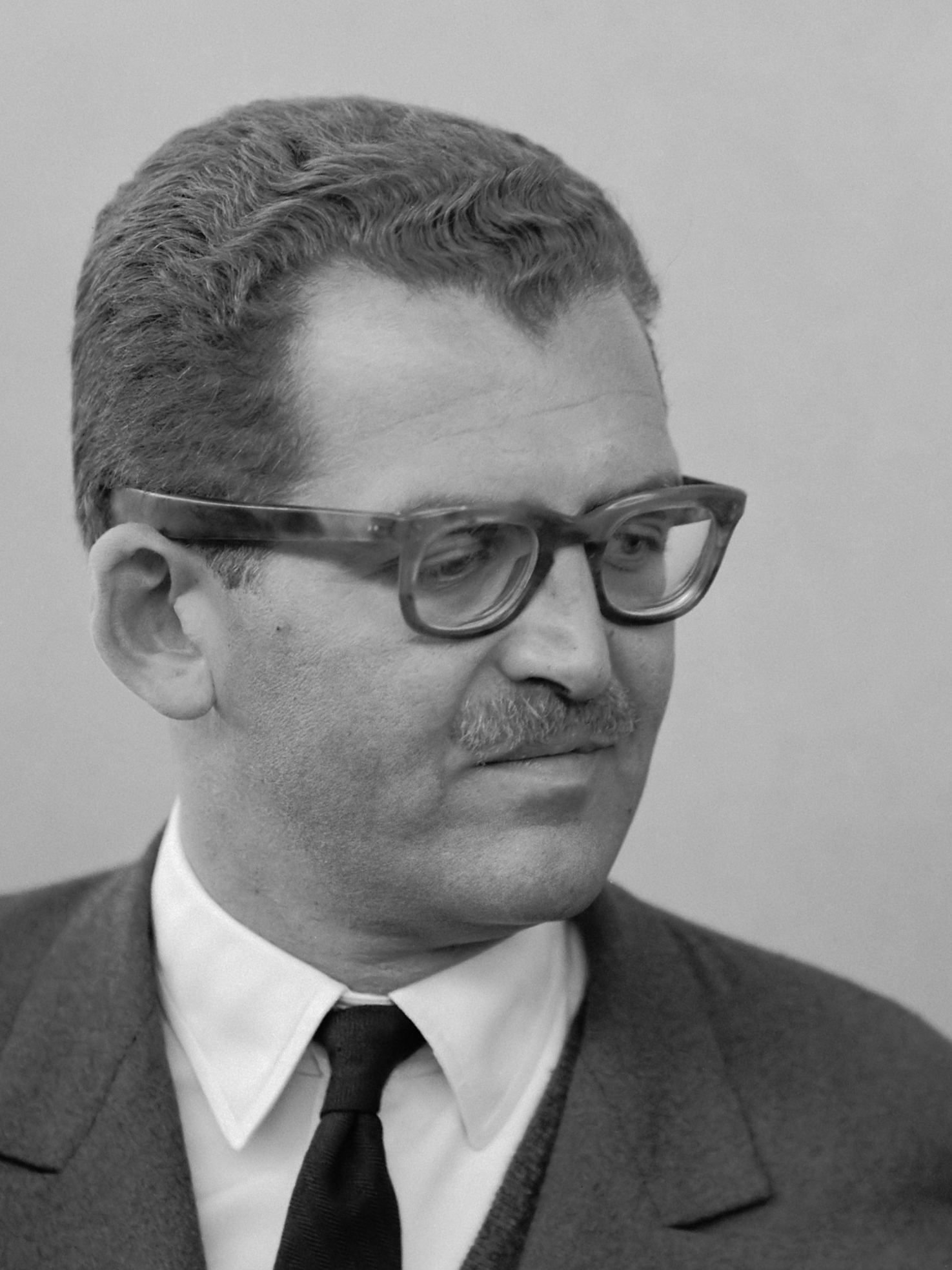
Edmond Adolphe de Rothschild

Edmond Adolphe de Rothschild (* 30. September 1926 in Paris; † 3. November 1997 in Genf) war ein französischer Bankier und Investor. Er ist ein Nachfahre des bekannten Frankfurter Bankiers Mayer Amschel Rothschild.

## Leben
Edmond Adolphe war der einzige Sohn von Maurice de Rothschild (1881–1957), dem Erben eines Drittels des Pariser Bankhauses Rothschild, und von dessen Ehefrau Noémie Halphen (1888–1968). Er studierte in Genf und Paris Jura. In zweiter Ehe heiratete er 1963 Nadine Lhopitalier, mit der er den Sohn Benjamin de Rothschild (1963–2021) hatte. 1957 machte ihn der Tod des Vaters zum Milliardenerben, was ihm den Einstieg in eine weltweite Geschäftstätigkeit in den Sektoren Immobilien, Städtebau, Ölförderung, Supermärkte, Banken und Tourismus über die Companie Financière Holding erlaubte. Er war Mitgründer der Creafin AG sowie Miteigentümer weiterer Finanzinstitute wie der Rothschild Bank AG in Zürich, der Banca Privata Edmond de Rothschild SA in Lugano und der Banque Privée Edmond de Rothschild in Genf.
Rothschild war Mitgründer und Venture-Kapitalgeber des Club Med, baute den Skiort Megève aus, wo sein Vater bereits früher ein mondänes Hotel eröffnet hatte, und hielt Anteile an Shell und De Beers. 1979 kaufte er zwecks Weinbau das Château Clarke auf Médoc; mit 18 % war er zugleich am Château Lafite-Rothschild beteiligt.
Rothschild förderte wie sein zionistischer Großvater Israel, dessen Anleihen er in Europa deckte und dem er finanzielle Unterstützung zukommen ließ; u. a. gründete er die Israel General Bank. Er begründete die Fondation Rothschild-Caesarea. Das Journal Bilanz schätzte das Vermögen 1996 auf 1 bis 1,5 Mrd. CHF.
Er gehörte zum Direktorium der Bilderberg-Konferenz. Er war Officier des Arts et des Lettres und Officier de la Légion d’Honneur.

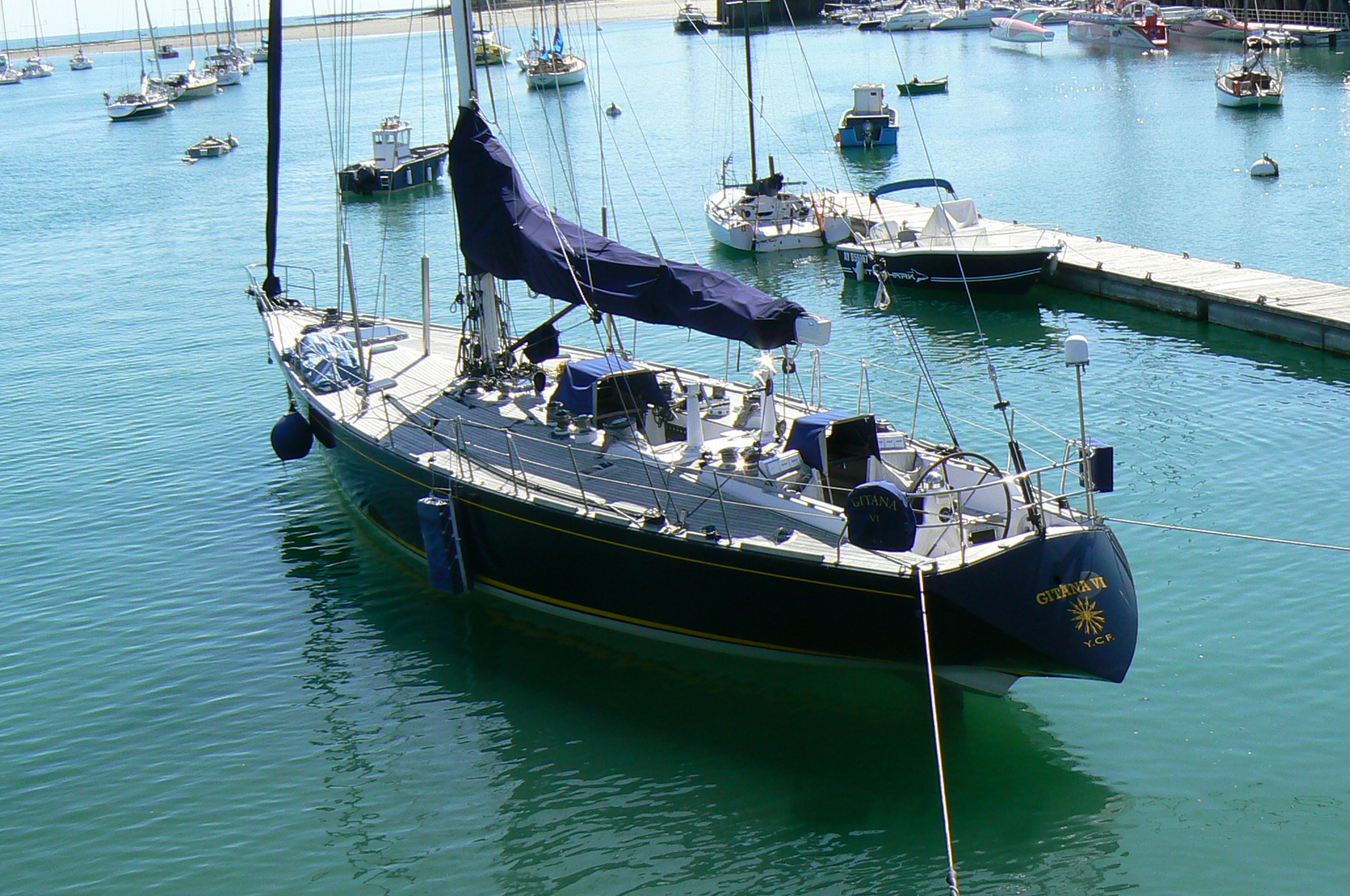
Gitana VI.

Ab den 1960er Jahren förderte er den Segelsport und ließ mit Hilfe namhafter Konstrukteure einen neuen Bootstyp entwickeln, die Gitana. Sein Sohn Benjamin gewann damit bedeutende transatlantische Rennen.

## Einzelbelege
1. ↑  The Business ‹ Group Edmond de Rothschild ‹ Group Edmond de Rothschild :: The Rothschild Archive. Abgerufen am 16. April 2023.
2. ↑  Tradition philanthropique. Abgerufen am 16. April 2023.
3. ↑  Caesarea: An International Tourism Gem | Caesarea Dev Company. Abgerufen am 16. April 2023 (amerikanisches Englisch).
4. ↑  FRENCH BANKER EDMOND DE ROTHSCHILD, 71. Abgerufen am 15. April 2023.
5. ↑  GITANA TEAM: The boats - Gitana : Offshore racing stable created by Baron Benjamin de Rothschild. Abgerufen am 16. April 2023 (englisch).

| Personendaten    | Personendaten                 |
| ---------------- | ----------------------------- |
| NAME             | Rothschild, Edmond Adolphe de |
| KURZBESCHREIBUNG | französisch-jüdischer Bankier |
| GEBURTSDATUM     | 30. September 1926            |
| GEBURTSORT       | Paris                         |
| STERBEDATUM      | 3. November 1997              |
| STERBEORT        | Genf                          |